# Joseph Aloysius Sullivan
Joseph Aloysius Sullivan (Montreal, 17 febbraio 1917 – Manhattan, 2 agosto 2002) è stato un funzionario statunitense.

## Biografia
Joseph Aloysius Sullivan, nato a Montreal nel Wisconsin e cresciuto ad Hurley, nella Contea di Iron, nel Wisconsin, fu un agente dell'FBI, coinvolto in una serie di importanti casi giudiziari tra gli anni sessanta e settanta, tra i quali l'assassinio di Martin Luther King e di Joseph Yablonski, l'attentato all'Università del Wisconsin-Madison e la sparatoria della Kent State. Acquisì fama a livello nazionale indagando, insieme al collega John Proctor, sull'assassinio degli attivisti per i diritti civili del Mississippi, avvenuto nella contea di Neshoba, in Mississippi, nella notte tra il 21 ed il 22 giugno 1964.

## Cultura di massa
Joseph Aloysius Sullivan ha ispirato la figura dell'agente Alan Ward nel film del 1988 Mississippi Burning - Le radici dell'odio, diretto da Alan Parker, dove il personaggio è interpretato dall'attore Willem Dafoe.